# Sellnickochthonius immaculatus
Sellnickochthonius immaculatus är en kvalsterart som först beskrevs av Forsslund 1942.  Sellnickochthonius immaculatus ingår i släktet Sellnickochthonius och familjen Brachychthoniidae. Inga underarter finns listade i Catalogue of Life.